# Adler Adolf
Adler Adolf (Liptószentmiklós, 1845. – Budapest, Ferencváros, 1927. szeptember 14.) ügyvéd, lapszerkesztő.

## Életútja
Adler Soma (Sámuel) és Unger Janka fia. Egyetemi tanulmányait Budapesten végezte. 1879-ben joggyakornok volt a nagykárolyi királyi járásbíróságnál, majd egy év múlva, 1880-ban jogtudor és igazságügyminiszteri fogalmazó-gyakornok lett. 1882. november 20-tól gyakorló ügyvéd Nagykárolyban, majd mind gyakorló ügyvédet, 1883. december 28-án vármegyei tiszteletbeli tiszti ügyésszé és 1898. május 5-én tiszteletbeli tiszti főügyésszé nevezték ki.
Nagykároly politikai és társadalmi életében kiemelkedő szerepet játszott. 1893-tól több mint harminc éven át  Nagykároly és Vidéke című lap felelős szerkesztője volt (megszakítással, mert először 1893-tól 1896-ig, majd 1903-tól volt újból a lap szerkesztője, egyúttal ő alakította át a lapot politikai lappá 1906. május 17-én, majd 1912. január 1-től megvált felelős szerkesztői tisztségétől és lapvezér lett). Halálát agyszélhűdés okozta.
Felesége Wellisch Adél volt, akivel 1873. április 27-én Budapesten kötött házasságot.